# Oke Akpoveta
Oke Akpoveta (Warri, 9 marzo 1992) è un calciatore nigeriano, attaccante dell'Åstorps FF.

## Carriera

### Club
Akpoveta giocò per i Warri Wolves, per cui segnò 7 reti nel campionato nigeriano 2009-2010. 
Per le sue prestazioni si fece notare come uno dei migliori giocatori della NPL.
Sostenne, nell'estate 2010, dei provini con i club norvegesi dell'Aalesund e dell'Odd Grenland.
Nell'inverno successivo, si allenò con il Lillestrøm. Dopo la partenza del centravanti titolare del club, Anthony Ujah, si unì nuovamente in prova al Lillestrøm.
L'esordio vero e proprio in Europa avvenne tuttavia nell'agosto 2011, quando l'attaccante nigeriano fu ingaggiato dai danesi del Brøndby con un contratto quadriennale. Con i gialloblu, nei suoi due anni e mezzo di permanenza, Akpoveta collezionò complessivamente 20 presenze in campionato senza mai riuscire a segnare. Il 6 gennaio 2014 le due parti rescissero consensualmente il contratto.
Nello stesso mese, gennaio 2014, venne ufficializzato il suo ingaggio da parte degli azeri del Rəvan, con un accordo della durata di un anno e mezzo. Ad aprile ottenne un permesso per ritornare in Danimarca un paio di giorni, ma il giocatore non fece più ritorno nel paese caucasico.
Akpoveta continuò così la carriera in Danimarca, giocando la stagione 2014-2015 con il Brønshøj e parte di quella successiva con il Lyngby. Negli ultimi mesi di contratto con il Lyngby, tuttavia, fu girato in prestito fino al giugno 2016 al Frej nella seconda serie svedese.
Libero da vincoli contrattuali, proseguì la sua militanza nella seconda serie svedese, indossando le maglie di Dalkurd, Helsingborg e AFC Eskilstuna.
Nel 2019 volò in Azerbaigian per iniziare l'anno al Səbail, poi a luglio tornò a giocare in Svezia, nuovamente per il Frej. In vista della stagione 2020, approdò a parametro zero al Norrby, sempre nella Superettan svedese.
Nel gennaio del 2021 si trasferì in Arabia Saudita all'Al-Thoqbah, squadra impegnata nella seconda serie nazionale. Nel successivo luglio invece si unì ai finlandesi del KPV, militanti nella seconda serie nazionale, rimanendovi fino a ottobre quando tornò in Svezia per motivi legati alla richiesta di ottenimento della cittadinanza svedese.
Nell'aprile 2022 è tornato nel calcio svedese accettando l'offerta dell'Höganäs BK, formazione di quarta serie.